# Streptotrichum ramicola
Streptotrichum ramicola är en bladmossart som beskrevs av Theodor Carl Karl Julius Herzog 1916. Streptotrichum ramicola ingår i släktet Streptotrichum och familjen Pottiaceae. Inga underarter finns listade i Catalogue of Life.